# آزوم آدامز
آزوم آدامز (انگلیسی: Azume Adams؛ زادهٔ ۲۸ دسامبر ۱۹۹۷) بازیکن فوتبال اهل غنا است.
وی همچنین در تیم ملی فوتبال زنان غنا بازی کرده‌است.